# Þórsmörk

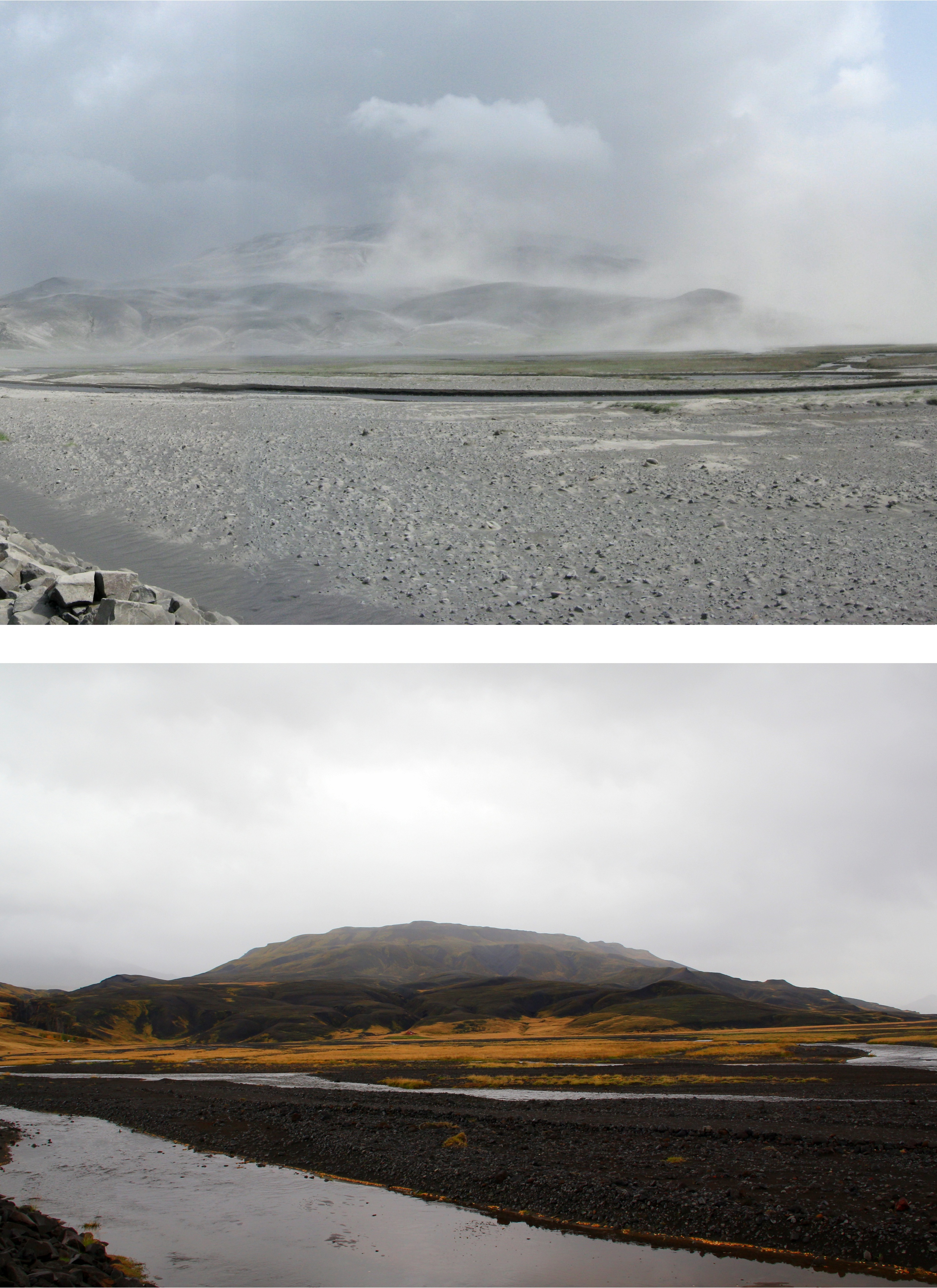
Na górze – okolica pokryta pyłem i popiołem po erupcji wulkanu w czerwcu 2010 roku. Poniżej – to samo miejsce we wrześniu 2011 roku

Þórsmörk (wymowaⓘ, [ˈΘouːrsmœrk]) – pasmo górskie położone na Islandii, którego nazwa wywodzi się od nordyckiego boga Thora (Þór). Ze względu na liczne walory przyrodnicze i turystyczne, miejsce to jest jednym z najpopularniejszych wśród turystów na Islandii. Po erupcji wulkanu Katla w 1918 r., cała jego okolica została uznana rezerwatem przyrody.

## Geografia
Þórsmörk zlokalizowany jest na południu wyspy pomiędzy lodowcami Tindfjallajökull, Eyjafjallajökull oraz Mýrdalsjökull, który stanowi jej bezpośrednią granicę. Oficjalnie nazwa „Þórsmörk” odnosi się tylko do grzbietu górskiego między położonego wzdłuż rzek Krossá, Þröngá i Markarfljót, ale często jest także używana do opisania większego obszaru - licznych dolin i wąwozów, które obejmują cały region między Þórsmörk i Eyjafjallajökull. 
Rezerwat charakteryzuje się cieplejszym, wilgotniejszym klimatem i bujniejszą roślinnością niż w pozostałej części kraju, gdyż jest osłonięty lodowcami z trzech stron przed zimnymi wiatrami. Charakterystyczną roślinnością jest porastający liczne skały mech, paproć, pomniejsze krzewy oraz brzozy uchodzące za wizytówkę Þórsmörku ze względu na słabe zalesienie Islandii. W dolinie między skalistymi zboczami wije się rzeka Krossá o wartkim nurcie i o stale zmieniającym się korycie.

## Turystyka
Þórsmörk stanowi popularne miejsce turystyczne. Na jego terenie można uprawiać rozmaite sporty, od klasycznych górskich wędrówek, przez hiking na trekkingu kończąc. Dostępnych jest pięć szlaków na okoliczne szczyty, które nawet przy złej pogodzie odznaczają się malowniczymi widokami, a także trasa do kanionu Stakkholtsgjá, w którym znajduje się wodospad Stakkholtsgjafoss. Do doliny codziennie przyjeżdżają autokary z Reykjaviku i innych miast. Wśród turystów popularne jest wynajmowanie większych samochodów, zarówno w celu przedostania się przez rzekę Krossę na teren rezerwatu, jak i samego przemieszczania się po podmokłych terenach.

## Popiół wulkaniczny z Eyjafjallajökull
Podczas erupcji wulkanu Eyjafjallajökull wiosną 2010 roku, znaczna część obszaru została pokryta grubą warstwą popiołu wulkanicznego. Potrzeba było kilka miesięcy, aby natura wróciła do stanu sprzed wybuchu.